# EAward

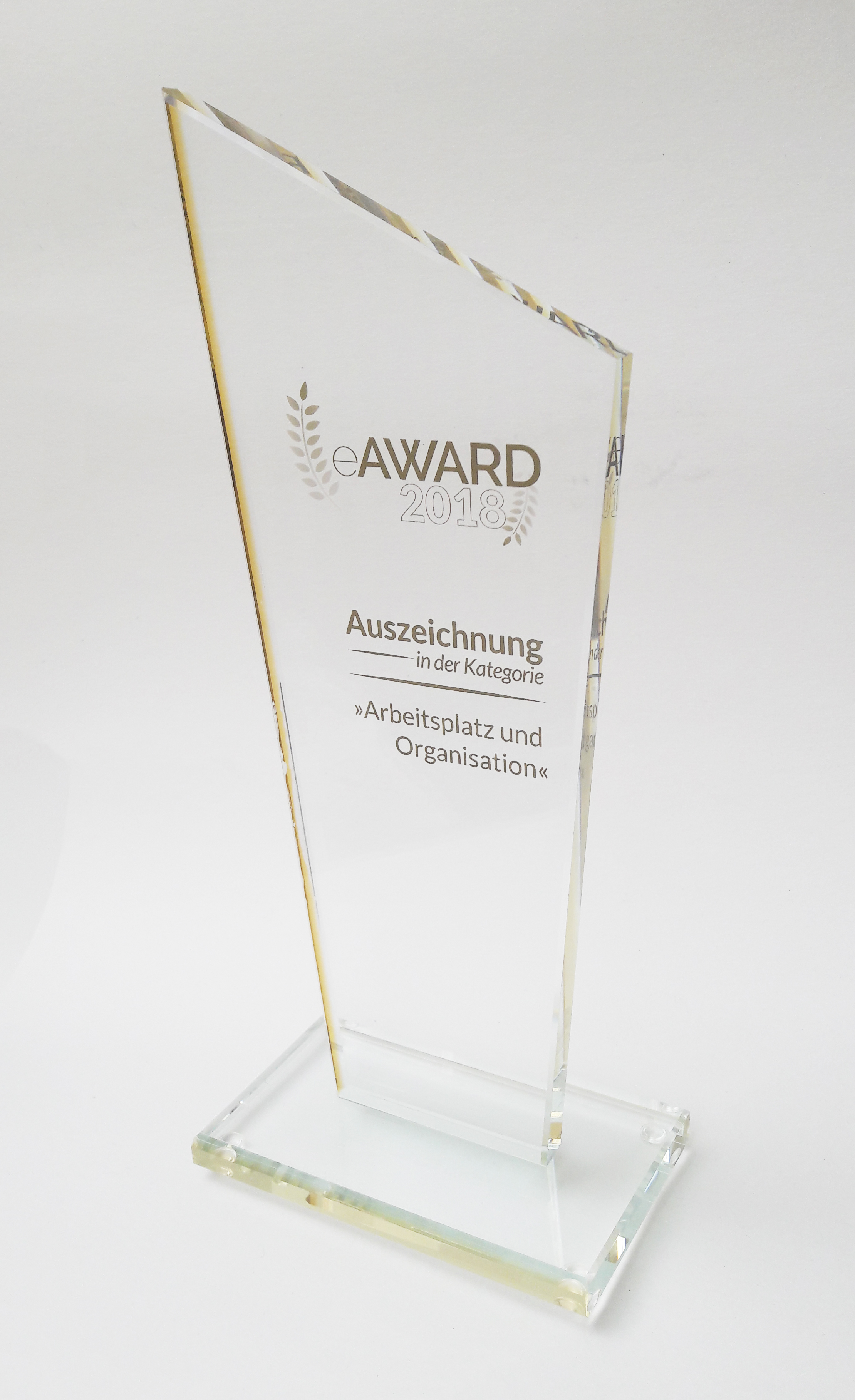
eAward-Preispokal

Der eAward ist ein seit 2005 bestehender österreichischer Wirtschaftspreis für Projekte mit IT-Bezug. Er wird jährlich vom Fachverlag Report in Zusammenarbeit mit der Plattform Digitales Österreich des Bundeskanzleramts vergeben. Hauptorganisator sowie Moderator der Preisverleihung ist Chefredakteur Martin Szelgrad.

## Nominierung und Wahl
Der eAward gilt als einer der größten IT-Wirtschaftspreise in Österreich, seit seinem Bestehen wurden über 1.100 Projekte eingereicht. Nach der Nominierungsphase, die jährlich im Herbst beginnt, wählt eine Jury, bestehend aus IT-Leitern, Journalisten und Entscheidungsträgern, die Sieger in sieben Kategorien:
- Arbeit und Organisation
- Bildung
- Mensch und Gesundheit
- Industrie 4.0 (seit 2018)
- E-Government
- Handel und Gewerbe (seit 2018)
- Smart City und Infrastruktur (seit 2018)

Ausgezeichnet werden Start-Ups sowie Arbeiten aus der Wirtschaft und Verwaltung, die als digitale Vorzeigeprojekte gelten und technologische Innovation und Ideen vorantreiben.

## Preisträger

### Gewinner eAward 2018
Folgende Projekte wurden 2018 mit dem eAward ausgezeichnet:
| Kategorie                    | Projekt |
| ---------------------------- | --- |
| Arbeit und Organisation      | Kategoriesieg: Österreichisches Parlament, APA-DeFacto mit „EULE Media Monitor“                                              |
| Arbeit und Organisation      | Auszeichnung: room2go |
| Bildung                      | Kategoriesieg: Österreichische Computer Gesellschaft, TU Wien, Universität Vilnius mit „Biber der Informatik“                |
| Bildung                      | Auszeichnung: Berufsförderungsinstitut OÖ, mobile agreements mit „BFI mathe2go“                                              |
| Mensch und Gesundheit        | Kategoriesieg: Verein Lebensretter, Bolldorf OG mit „Lebensretter“ – Die Smartphone-App für schnelle Helfer                  |
| Mensch und Gesundheit        | Auszeichnung: bluesource, Österreichische Apothekerkammer mit „Apo-App“                                                      |
| Industrie 4.0                | Kategoriesieg: door2solution mit „door2vr“                                                                                   |
| Industrie 4.0                | Auszeichnung: trinitec IT Solutions, IoT40 Systems, Hauser Kühlmöbel, Netavis mit „Smart & cool“ – das Kühlregal der Zukunft |
| E-government                 | Kategoriesieg: Bundesministerium für Digitalisierung und Wirtschaftsstandort mit „eGründung“                                 |
| E-government                 | Auszeichnung: Magistrat der Stadt Wien, MD-OS/PIKT, Stadtservice – MD-OS/SFM, MA 14 – IKT mit „Sag’s Wien“                   |
| Handel und Gewerbe           | Kategoriesieg: MBIT Solutions, Bartl mit „Bakerman.digital“                                                                  |
| Handel und Gewerbe           | Auszeichnung: VisoTech mit „Periotheus autoTRADER“                                                                           |
| Smart City und Infrastruktur | Kategoriesieg: morgenjungs mit „imGrätzl.at“                                                                                 |
| Smart City und Infrastruktur | Auszeichnung: Geolantis, C. R. Kennedy mit „Geolantis.360“                                                                   |